# Неонилівка
Неонилівка (рос. Неониловка) — село в Глушковському районі Курської області Російської Федерації.
Населення становить 115 осіб. Входить до складу муніципального утворення Марківська сільрада.

## Історія
Населений пункт розташований на території українського етнічного та культурного краю Східна Слобожанщина.
Від 2004 року входить до складу муніципального утворення Марківська сільрада.

## Населення
| 2002 | 2010 |
| ---- | ---- |
| 197  | ↘115 |